# Biancareddu
Biancareddu è una frazione del comune di Sassari situata nel territorio della Nurra, nella Sardegna nord occidentale, ad una altitudine di 93 m s.l.m.
Contava 94 abitanti nel 1991  ed è situata in prossimità della SP 57 tra le frazioni di La Pedraia e Pozzo San Nicola. 
La borgata presenta una piccola piazza antistante alla chiesa, costruita nel secondo dopoguerra, dedicata a San Paolo, per il quale, in estate, fino agli inizi degli anni 2000, si realizzava una festa con processione, bancarelle e gruppi musicali. 
A circa un paio di chilometri da Biancareddu si trovano le spiagge di Lampianu e Rena Majore. 
Dista circa 40 chilometri da Sassari.